# Otakar Štáfl
Otakar Štáfl (30. prosince 1884 Německý Brod – 14. února 1945 Praha) byl český malíř a ilustrátor.

## Život a dílo
Narodil se 30. prosince 1884 v Německém Brodě (dnes Havlíčkův Brod). Jeho otec Josef Štáfl byl místním řezbářem, mimo jiné vyřezal i známého brodského Hnáta. Od roku 1897 studoval na místním gymnáziu, které však s nesouhlasem rodičů v roce 1903 opustil. Odešel do Prahy věnovat se své zálibě – malířství. Kreslit a malovat začal již v mládí. V Praze byl přijat do krajinářské školy Ferdinanda Engelmüllera. Už jako žák získal za akvarely vystavené v Rudolfinu první honorář. Svou pilnou prací si postupně získával vážnost a jméno v uměleckém světě. Kreslil pražská zákoutí a roku 1907 je vystavil v Počátkách. Perokresbami zdokumentoval Chrudim pro knihu profesora Mušky O staré Chrudimi (1907). Velké množství jeho obrázků, převážně s architektonickými motivy, bylo publikováno téměř okamžitě v časopisech Český svět, Zlatá Praha a jiných uměleckých časopisech té doby.
Roku 1910 se oženil s dcerou ředitele nakladatelství Politika Václavou Brychtovou. V tomto nakladatelství získal zaměstnání jako grafik a navrhoval plakáty. Na vídeňské výstavě Ex libris v roce 1913 byly velmi úspěšné jeho knižní značky. Jeho fantazie a láska k přírodě se nejvíce projevila v knižních ilustracích, zejména pro děti a mládež. Kresbou, dřevorytem i akvarelem ilustroval desítky knih. V letech 1913–1914 režíroval či spolurežíroval čtyři němé filmy (Andula žárlí, Americký souboj, Estrella, Konec milování), ve většině se objevil také jako herec. S výjimkou filmu Konec milování z roku 1913 jsou dnes filmy považovány za ztracené.
Za první světové války organizoval humanitární akce ve prospěch sirotků a válečných vdov a angažoval se ve veřejném životě rodného města. Po válce se zasloužil o vybudování pomníku Karla Havlíčka a o vznik Havlíčkova muzea. V roce 1917 se rozvedl a v roce 1927 znovu oženil s Vlastou Koškovou, v té době známou spisovatelkou pohádek a dívčích románů.
Od 1. dubna 1929 byli manželé Štáflovi nájemci chaty u Popradského plesa v Tatrách. Iniciovali vznik Symbolického cintorína u Popradského plesa pod západní stěnou Ostrvy, kde mají také od roku 1947 pamětní tabuli.
Nejproslulejší je jako malíř Tater, kde prožil značnou část svého života. Jejich krásu zachytil nejen v nesčetných akvarelech, ale i v monumentálních olejích. V roce 1928 vyšel tiskem cyklus 120 akvarelů z Vysokých Tater. Dva obrazy s motivy z Vysokých Tater byly dokonce vydány na poštovních známkách.
Štáfl nemaloval jen Tatry. Nezapomínal ani na svou rodnou Vysočinu. Mezi jeho nejoblíbenější patřily vršky mezi Zbožicí a Horní Krupou, ale i v Havlíčkově Borové, na Humpolecku a Chotěbořsku. Zde všude maloval nejvíce v posledních letech svého života, za druhé světové války.
14. února 1945 byl jeho ateliér na Vinohradech zasažen bombou spojeneckých letadel. V troskách domu manželé Štáflovi zahynuli. Z jejich velké umělecko-historické knihovny zbylo pouhé torzo. Dnes je uložené v muzeu v Havlíčkově Brodě. V Brodě, v jeho rodném městě, mu byl v roce 1957 otevřen památník. Umístěn byl do obranné věže středověkého opevnění, která stojí v těsné blízkosti místa, kde stávala rodná chalupa Otakara Štáfla. V této „Štáflově baště“ najdeme šest z původních osmi plastických obrazů ze života Karla Havlíčka.

## Galerie

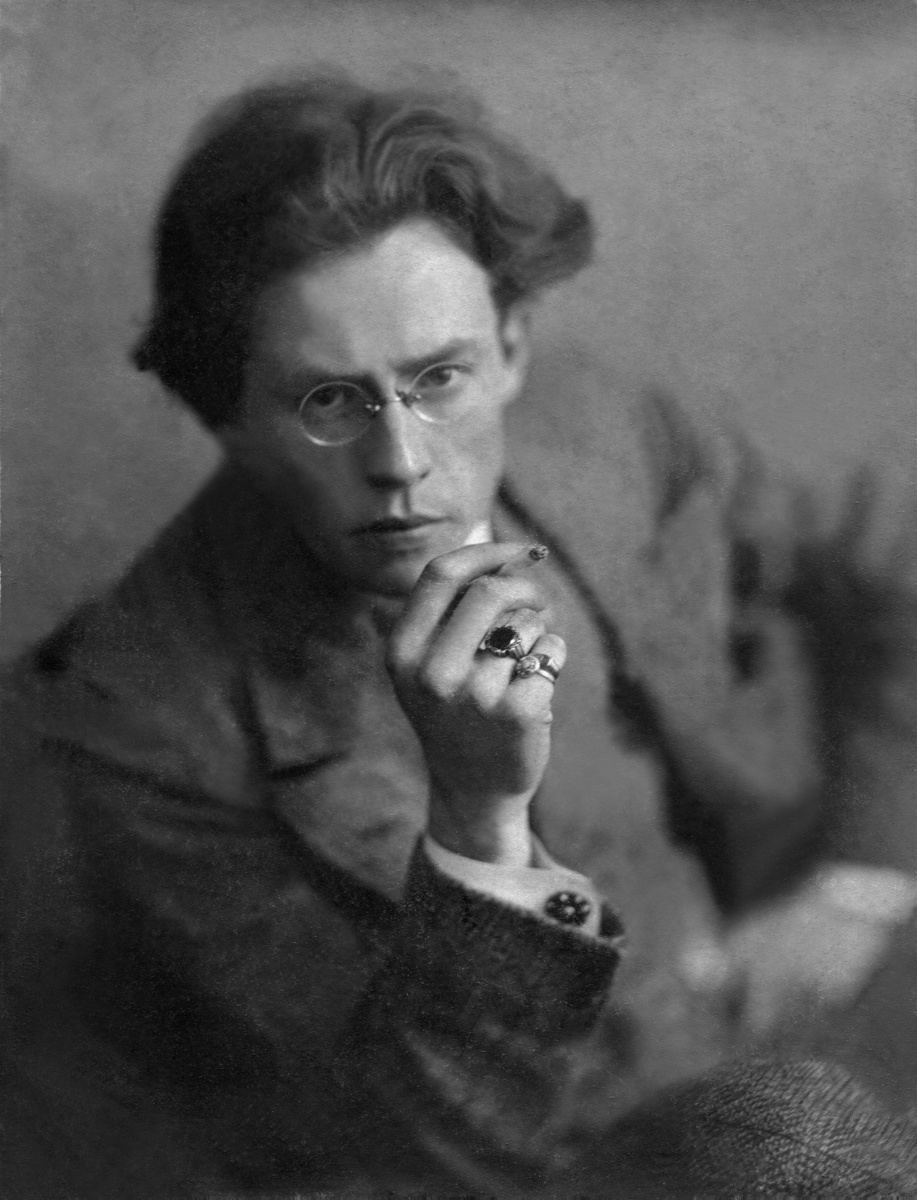
Otakar Štáfl v mládí
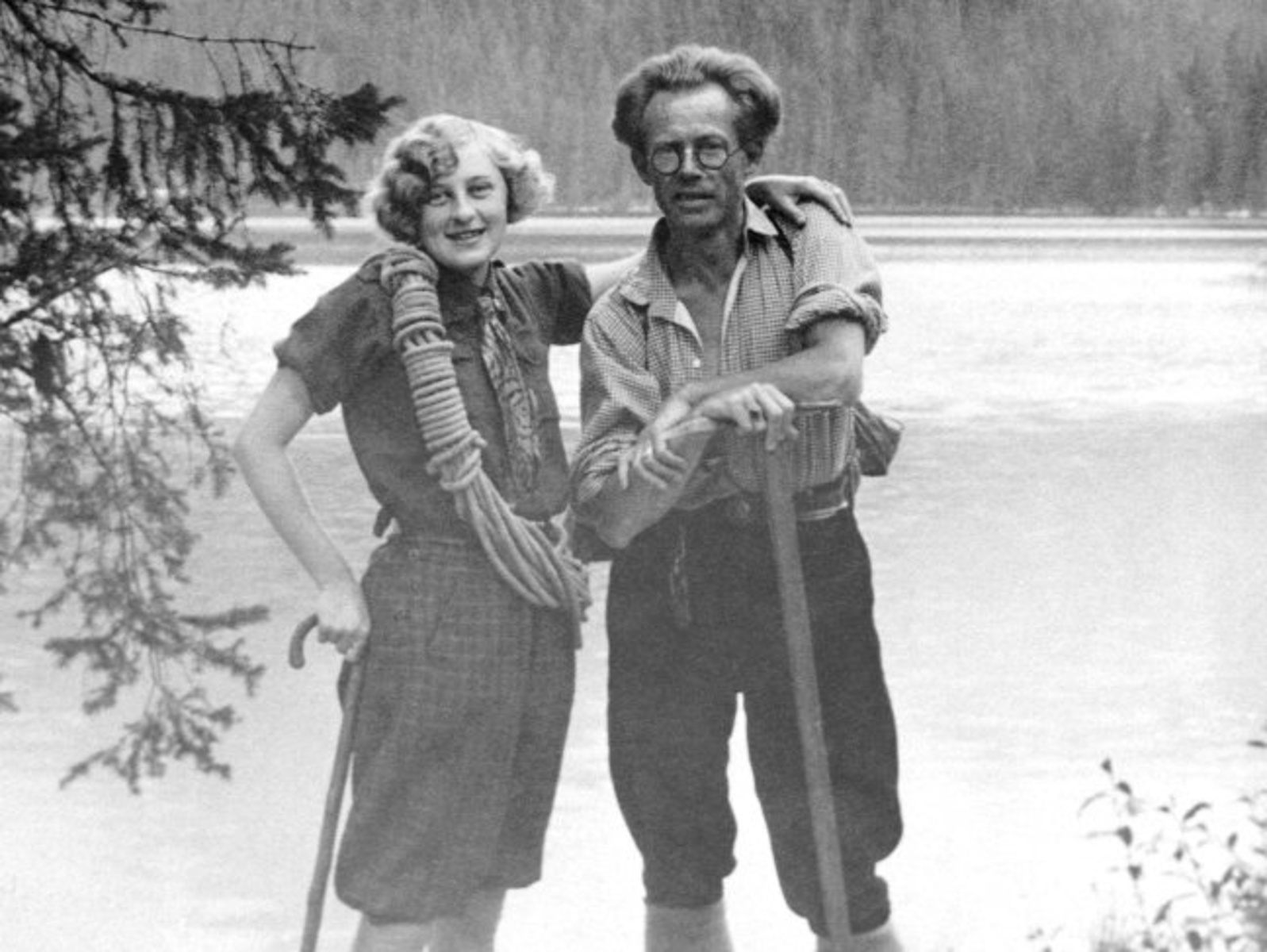
Otakar Štáfl se svou druhou manželkou Vlastou Štáflovou u Štrbského plesa, cca 1927
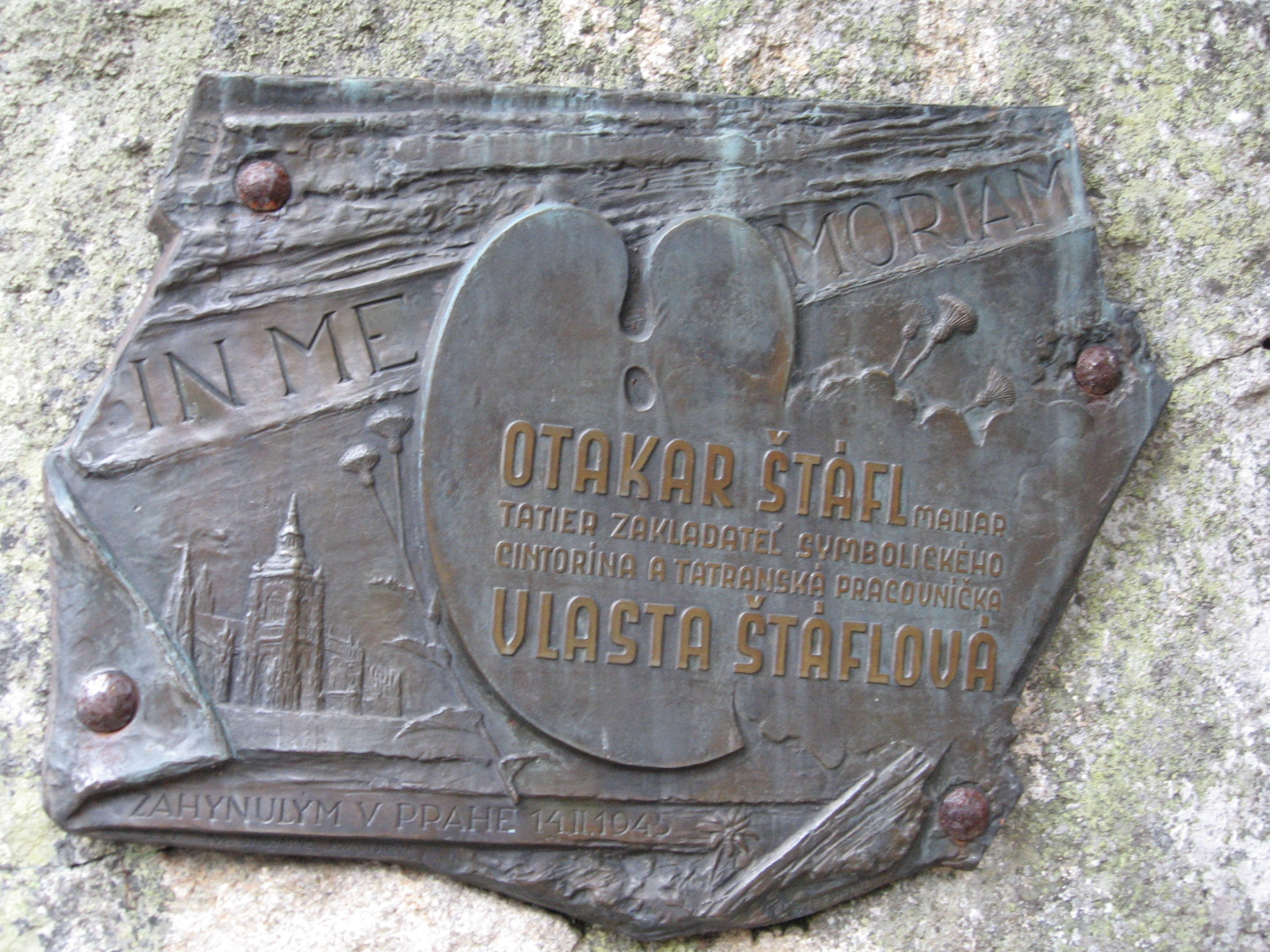
Pamětní deska na symbolickém tatranském hřbitově u Popradského plesa pod stěnou Ostrvy připomínající manžele Štáflovy
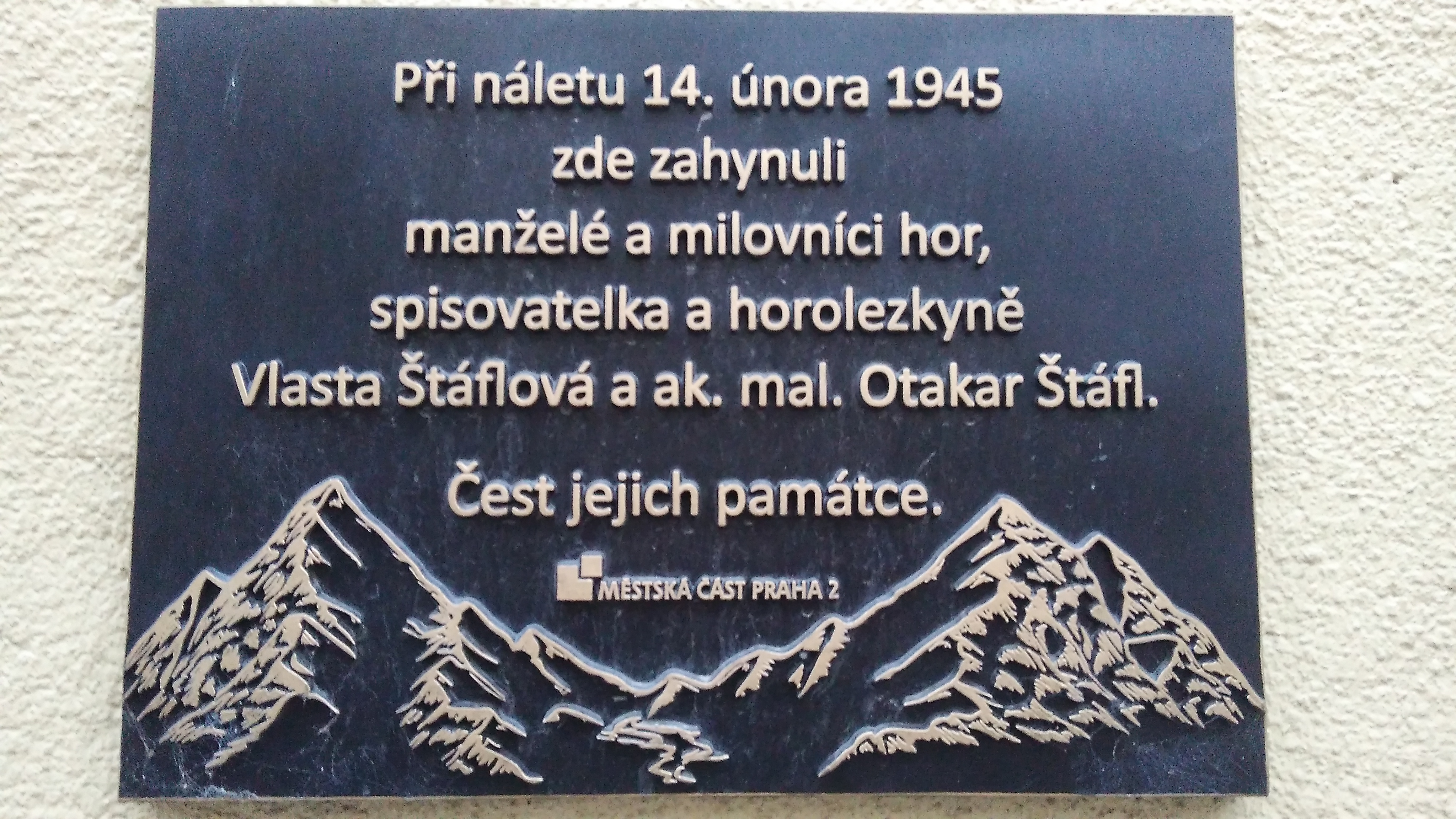
Pamětní deska v Praze, Mánesova 20

## Ukázky z tvorby

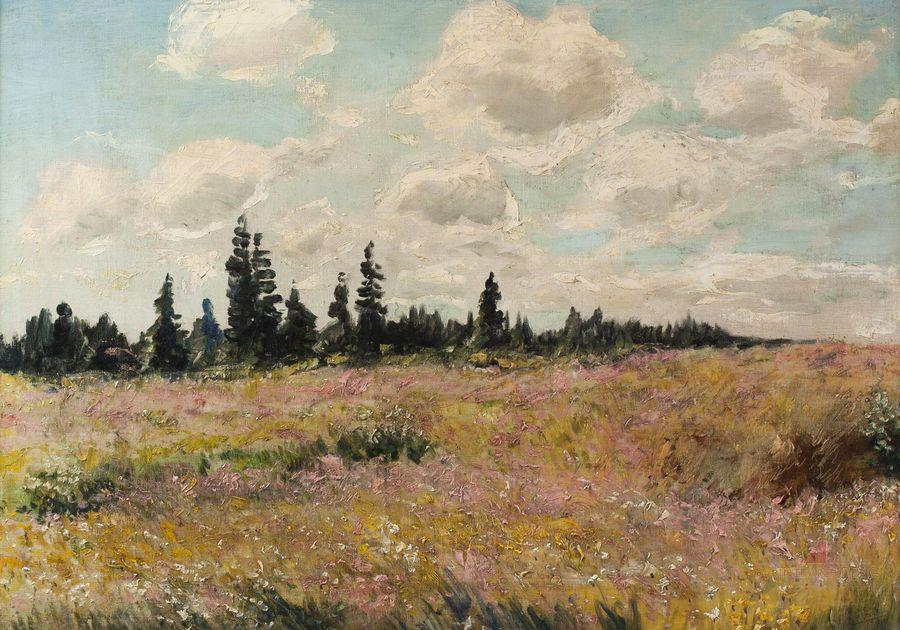
Kvetoucí paseka
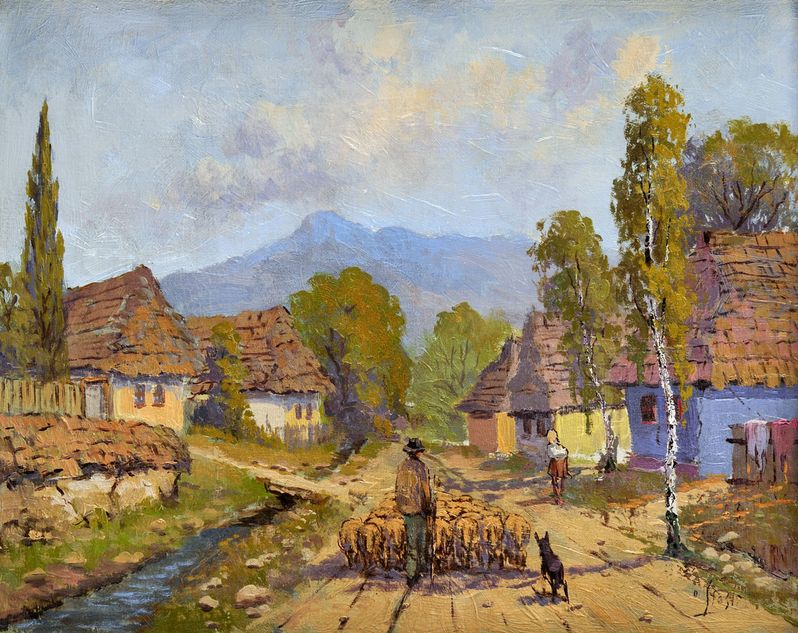
Bača s ovcemi (1930–1940)
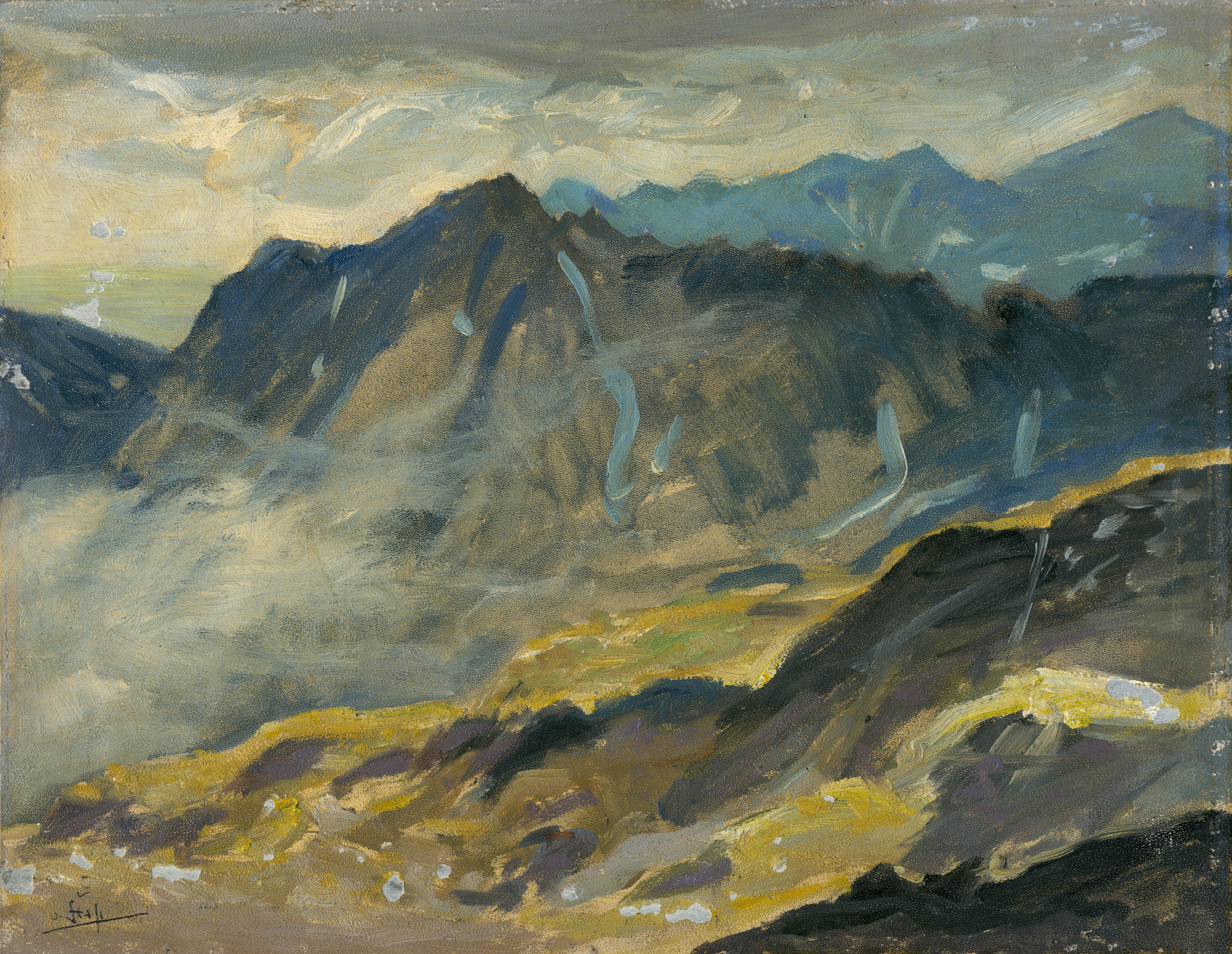
Pohled z Rysů
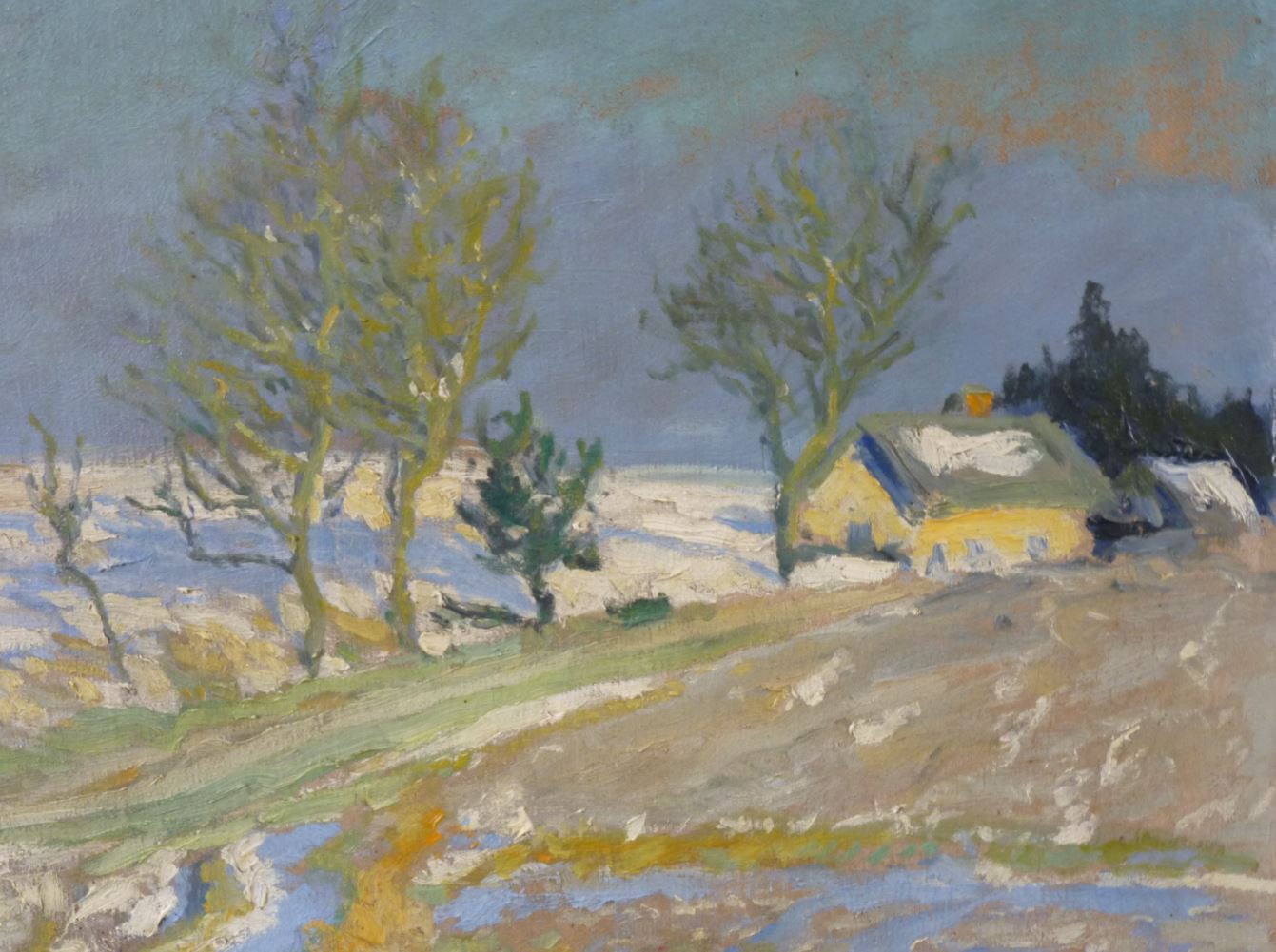
Zima na Brodsku
Mengusovská dolina (1921)
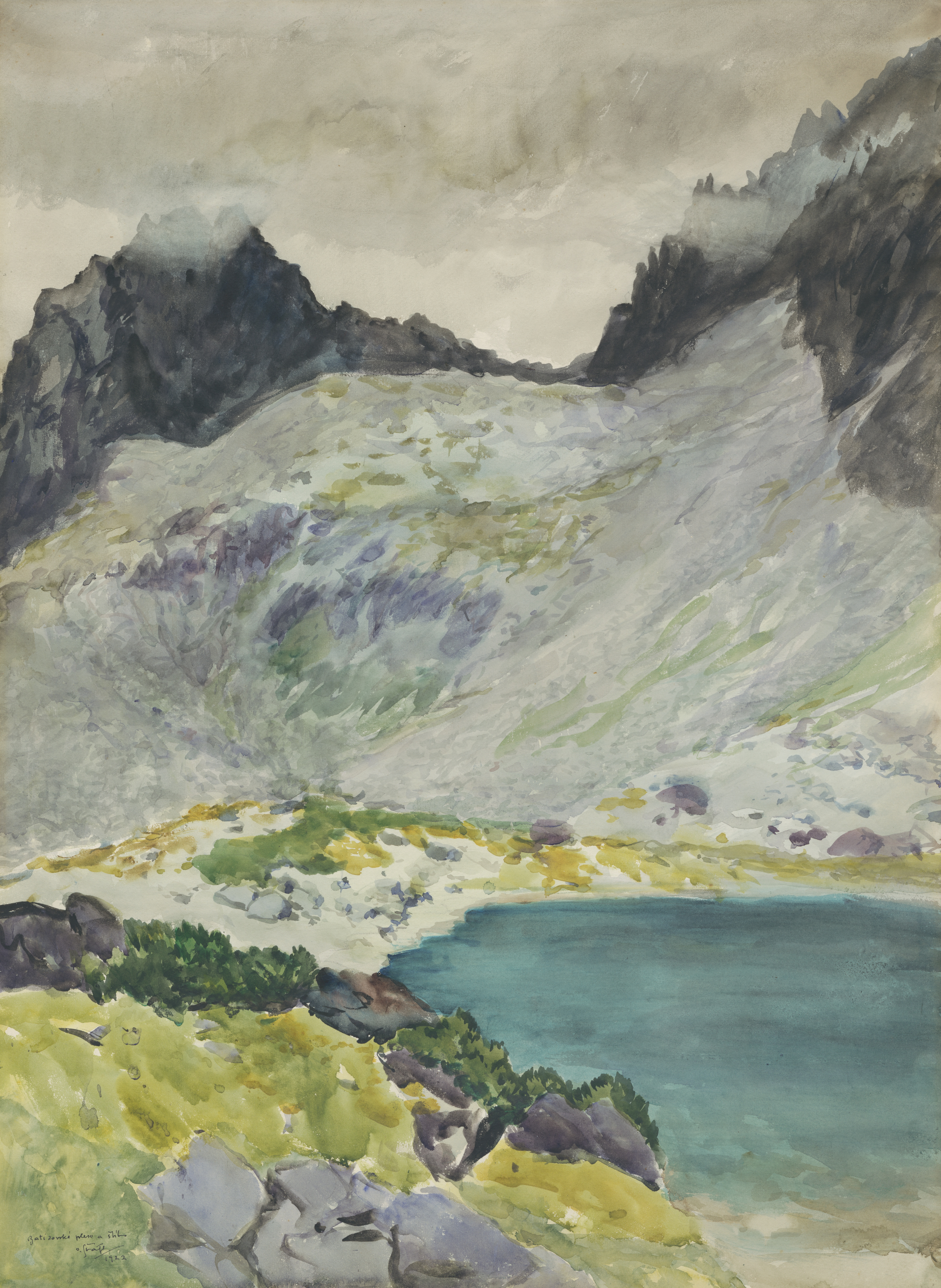
Batizovské pleso (1922)
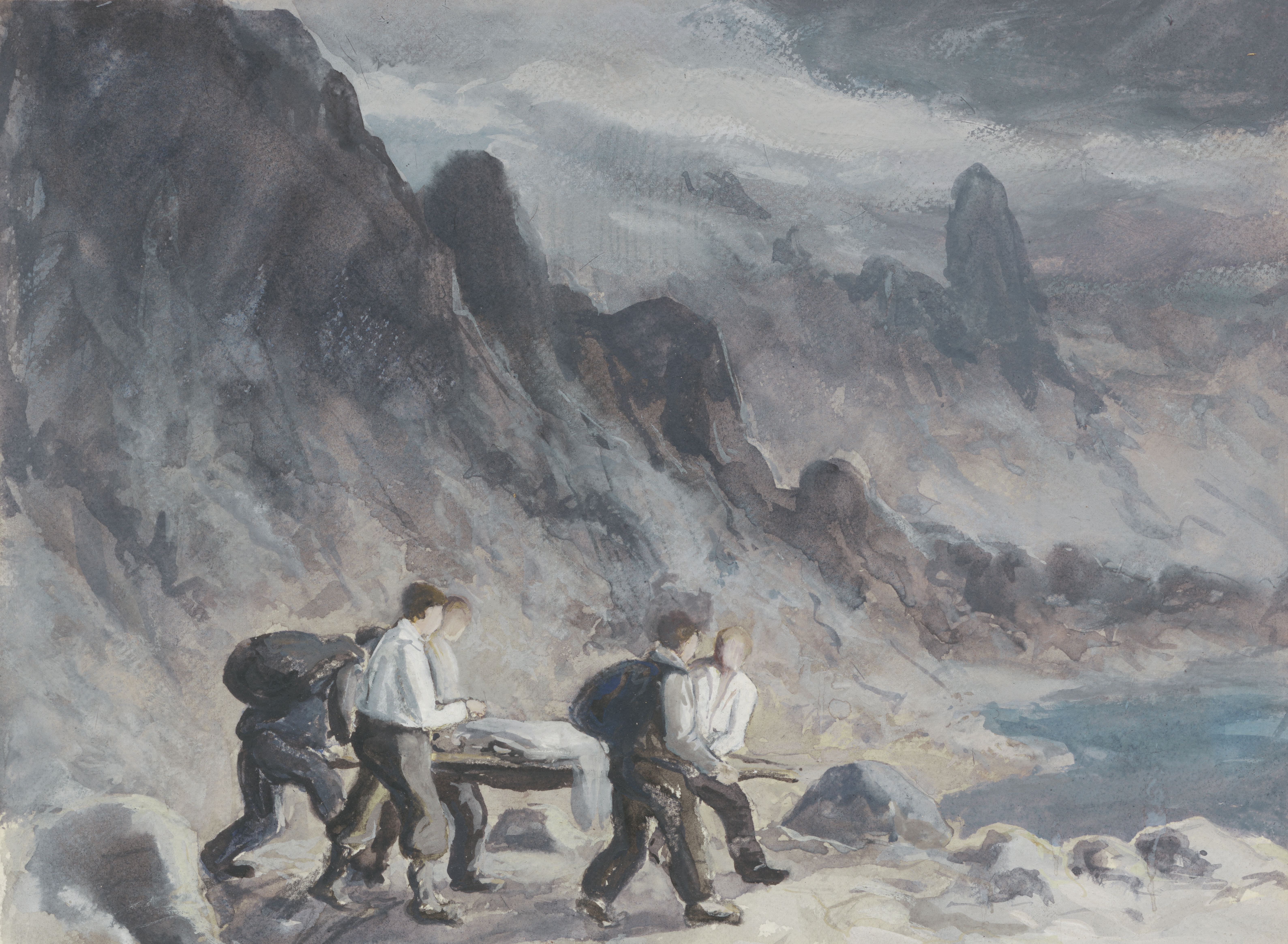
Snášení raněného horolezce (1929)
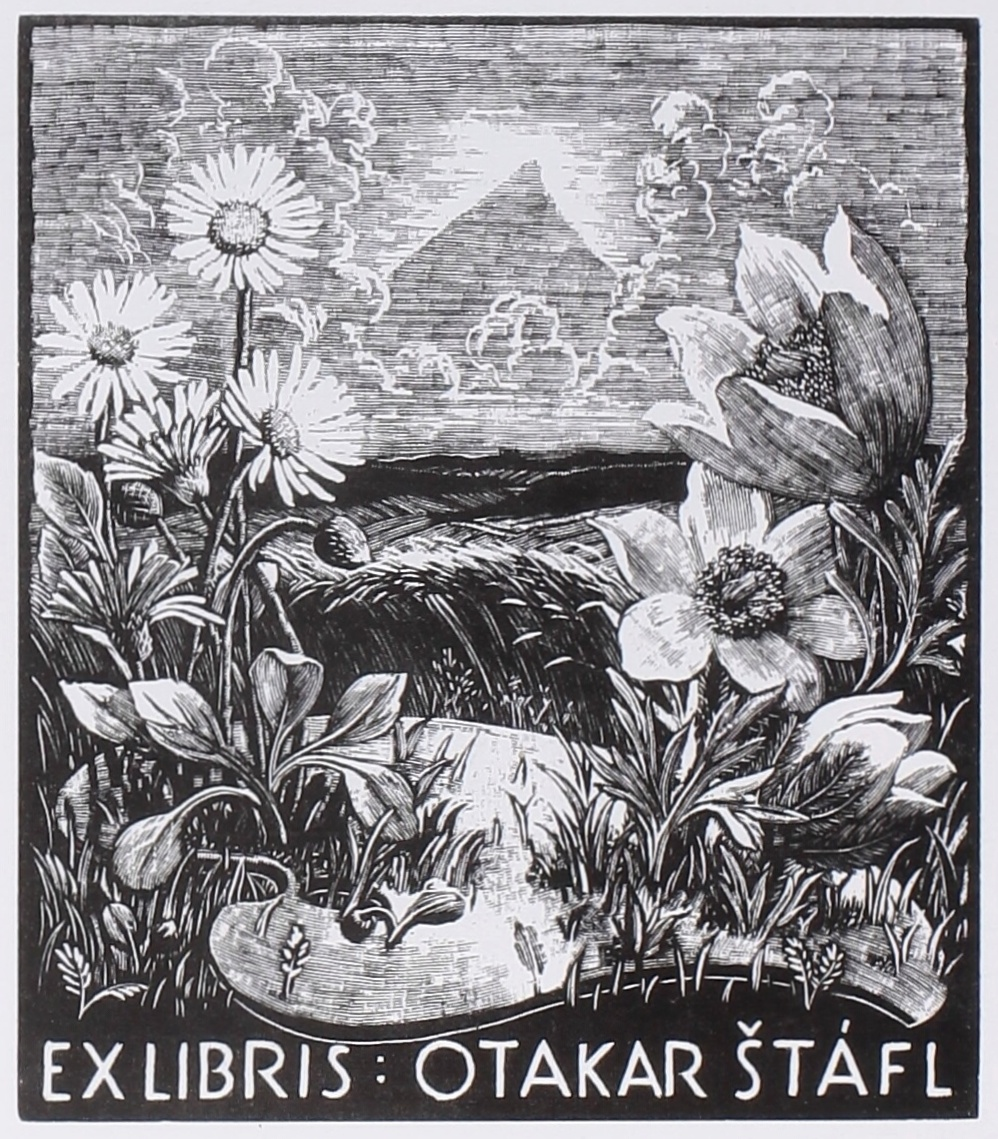
Vlastní Ex libris (1941)
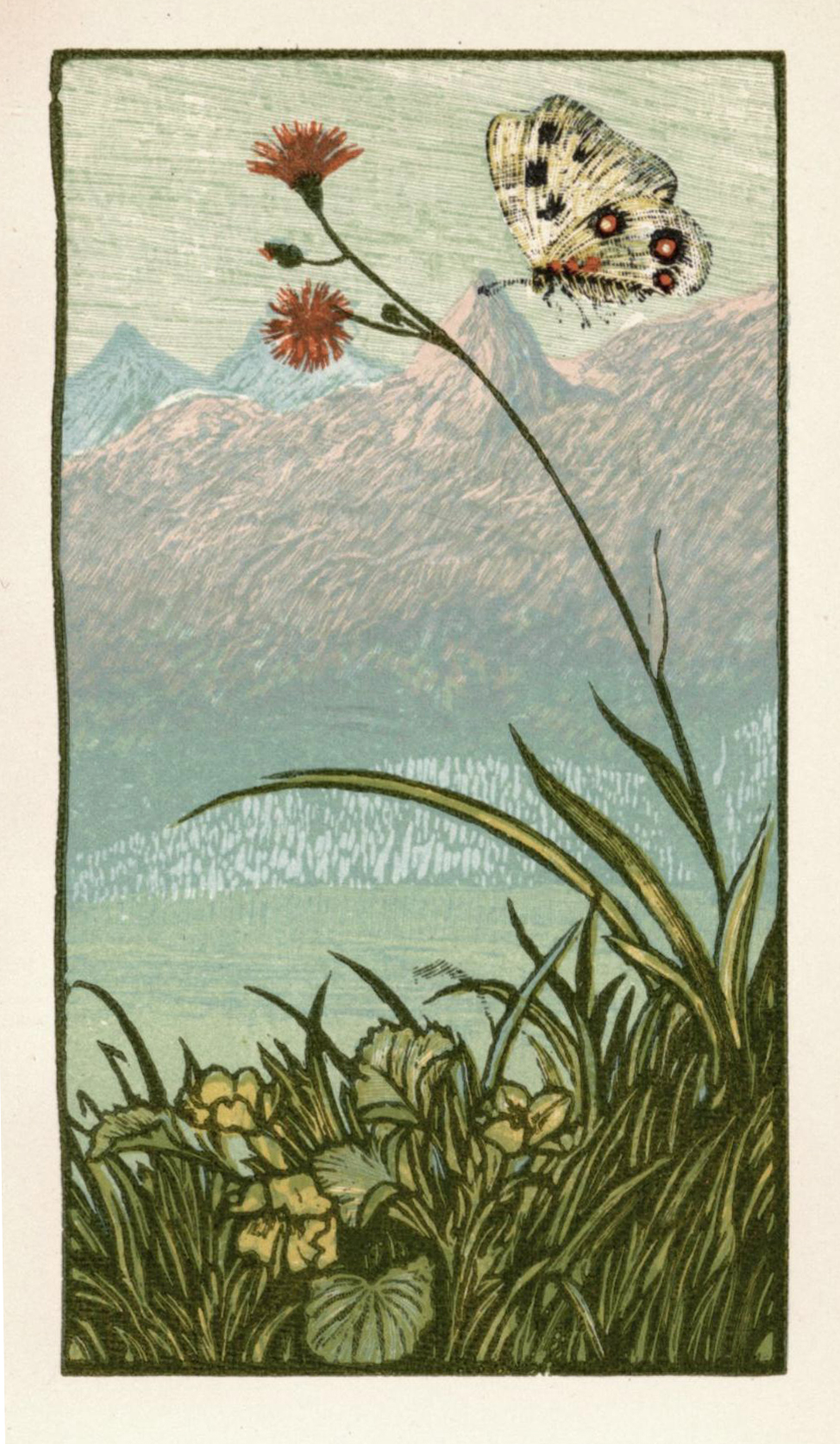
Ilustrace z knihy Reflexy na hladině (1931)
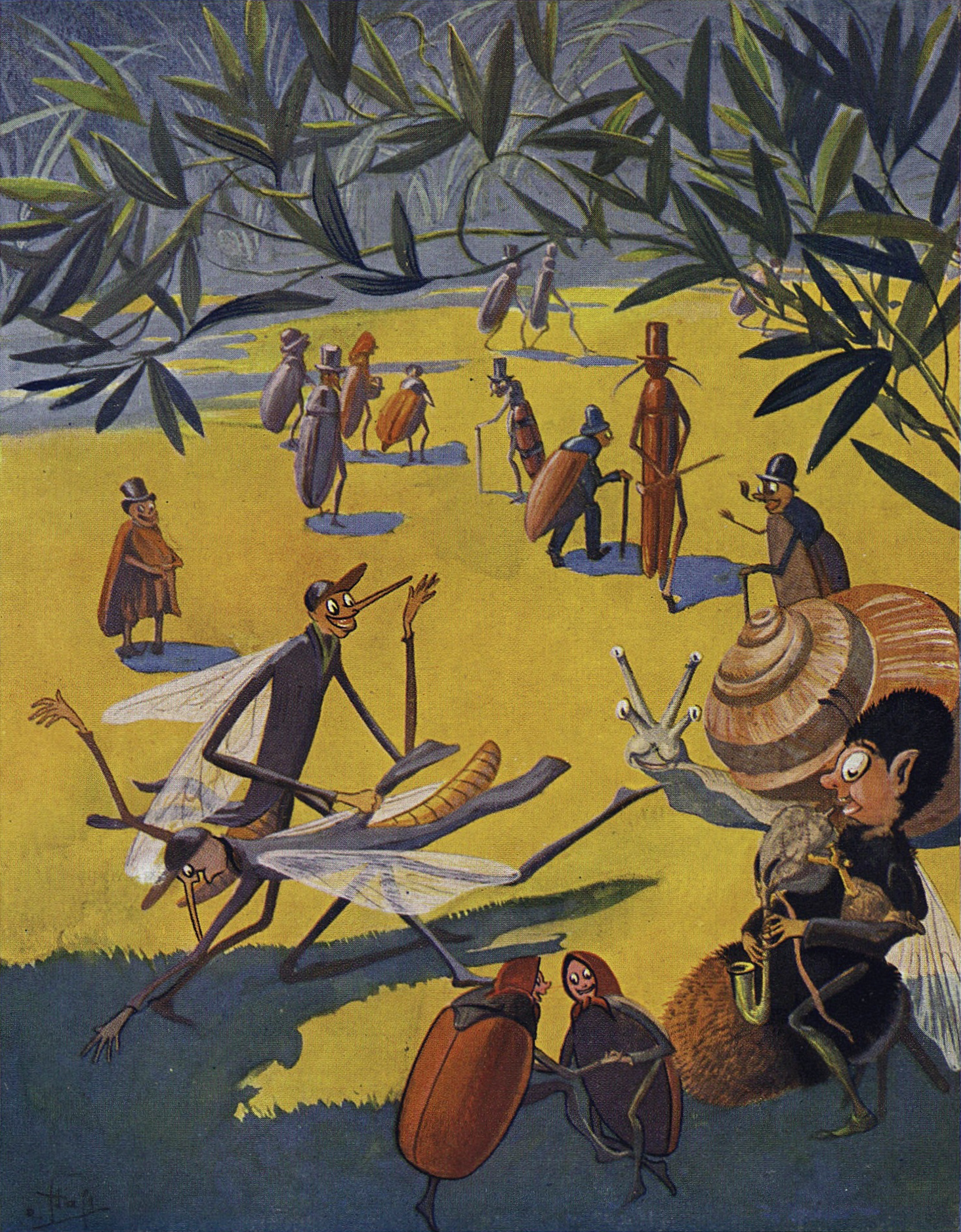
Ilustrace z knihy Trampoty mouchy na cestách (1930)
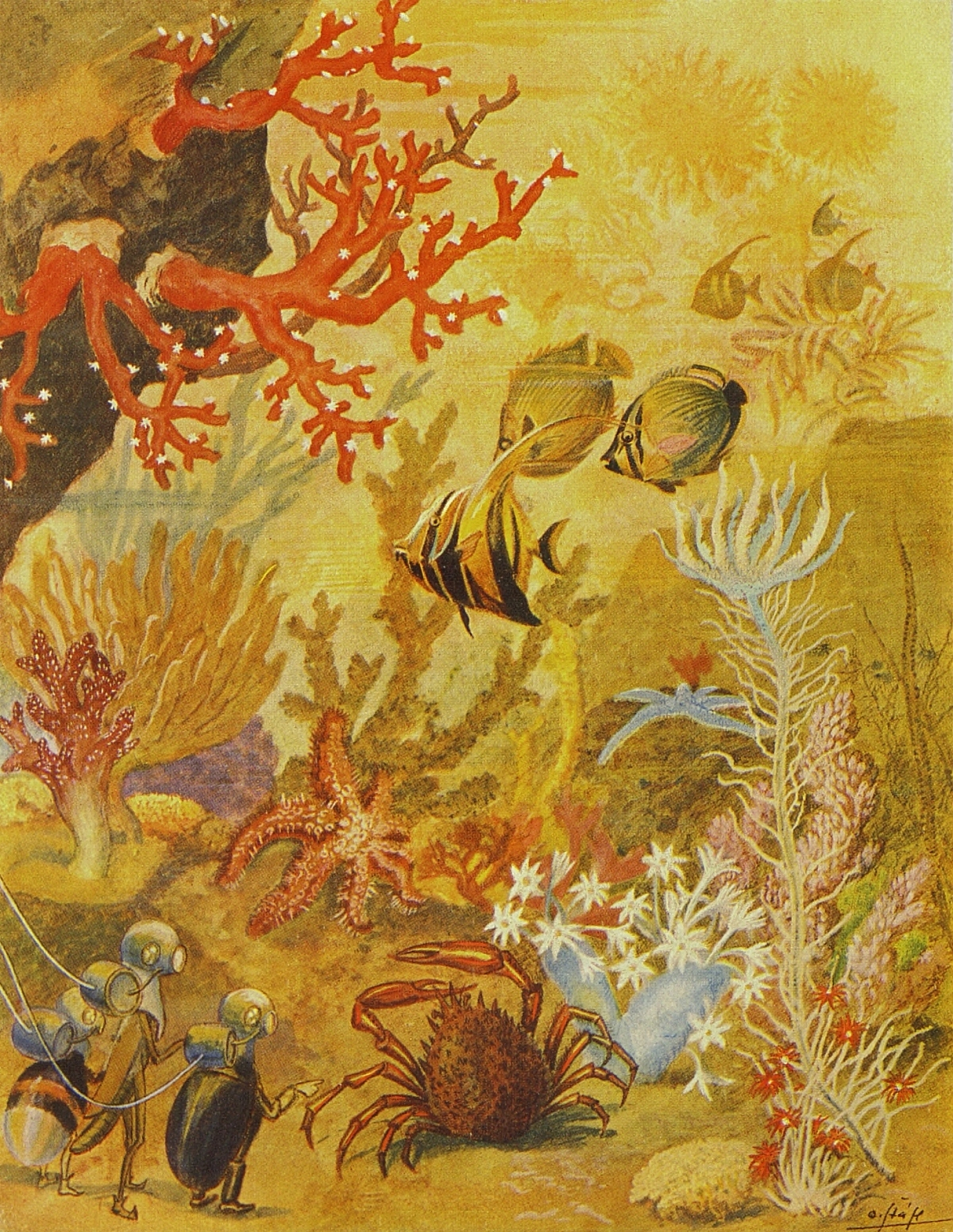
Ilustrace z knihy Moře (1926)
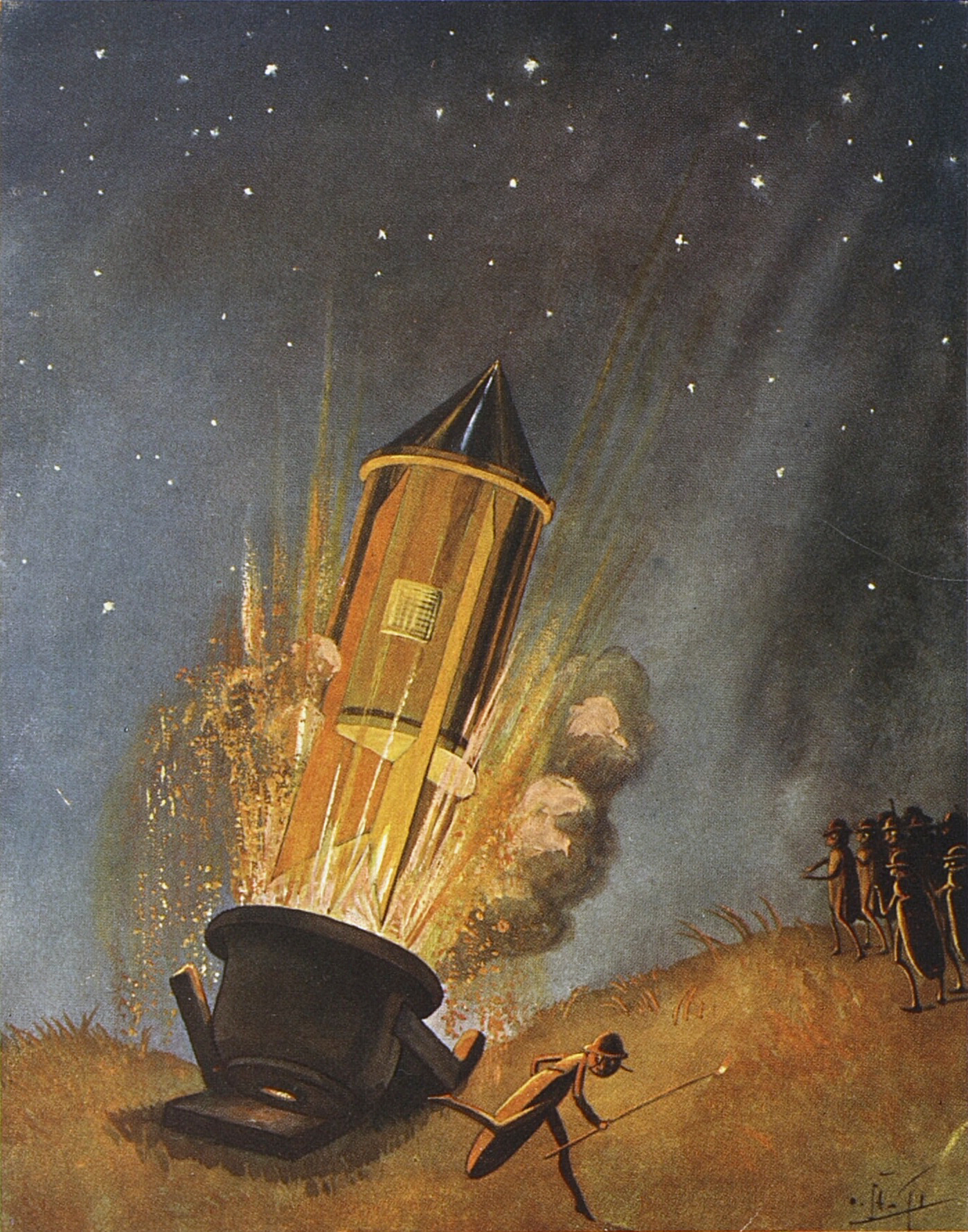
Ilustrace z knihy Na Měsíc a ještě dál (1926)
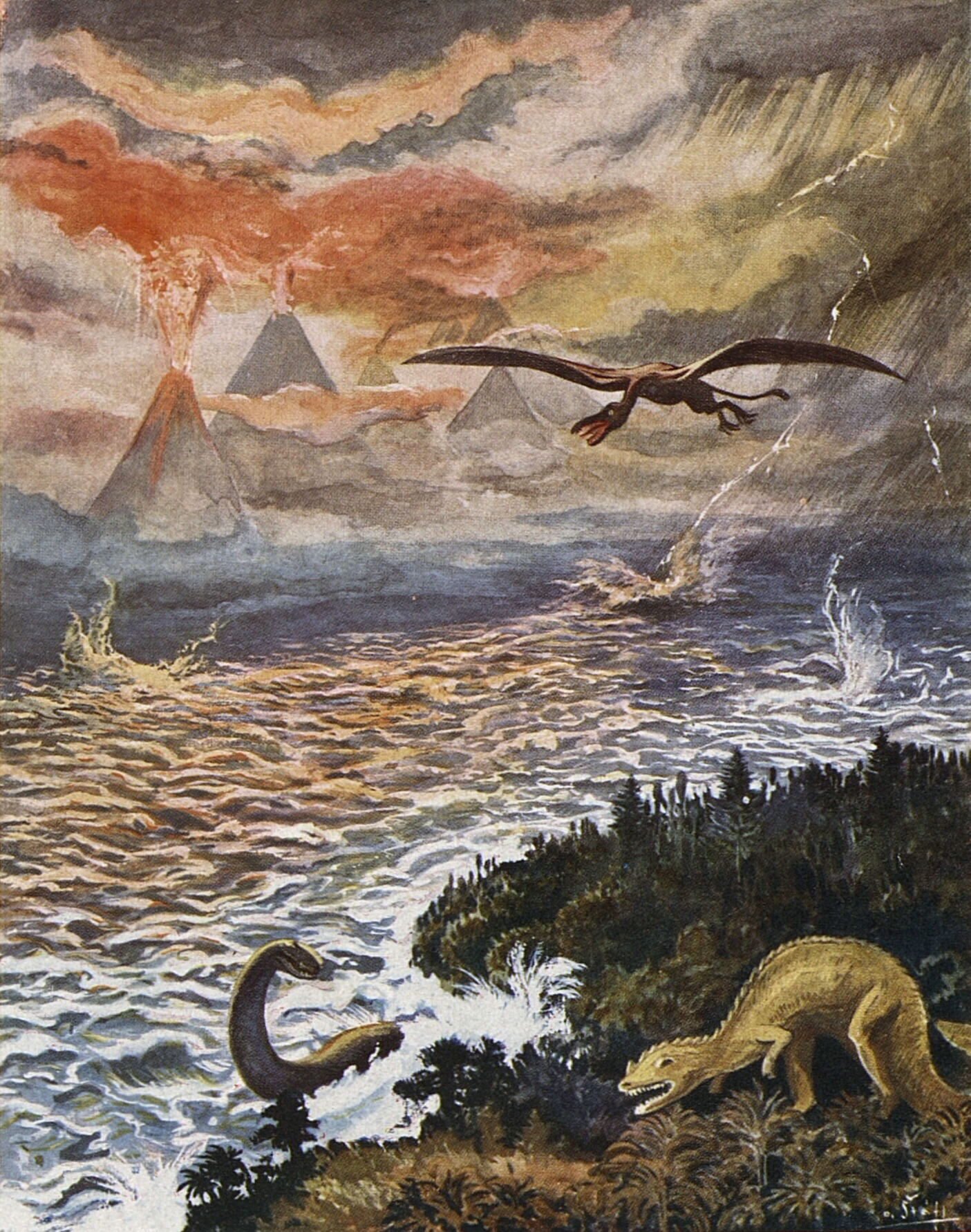
Ilustrace z knihy Na Měsíc a ještě dál (1926)
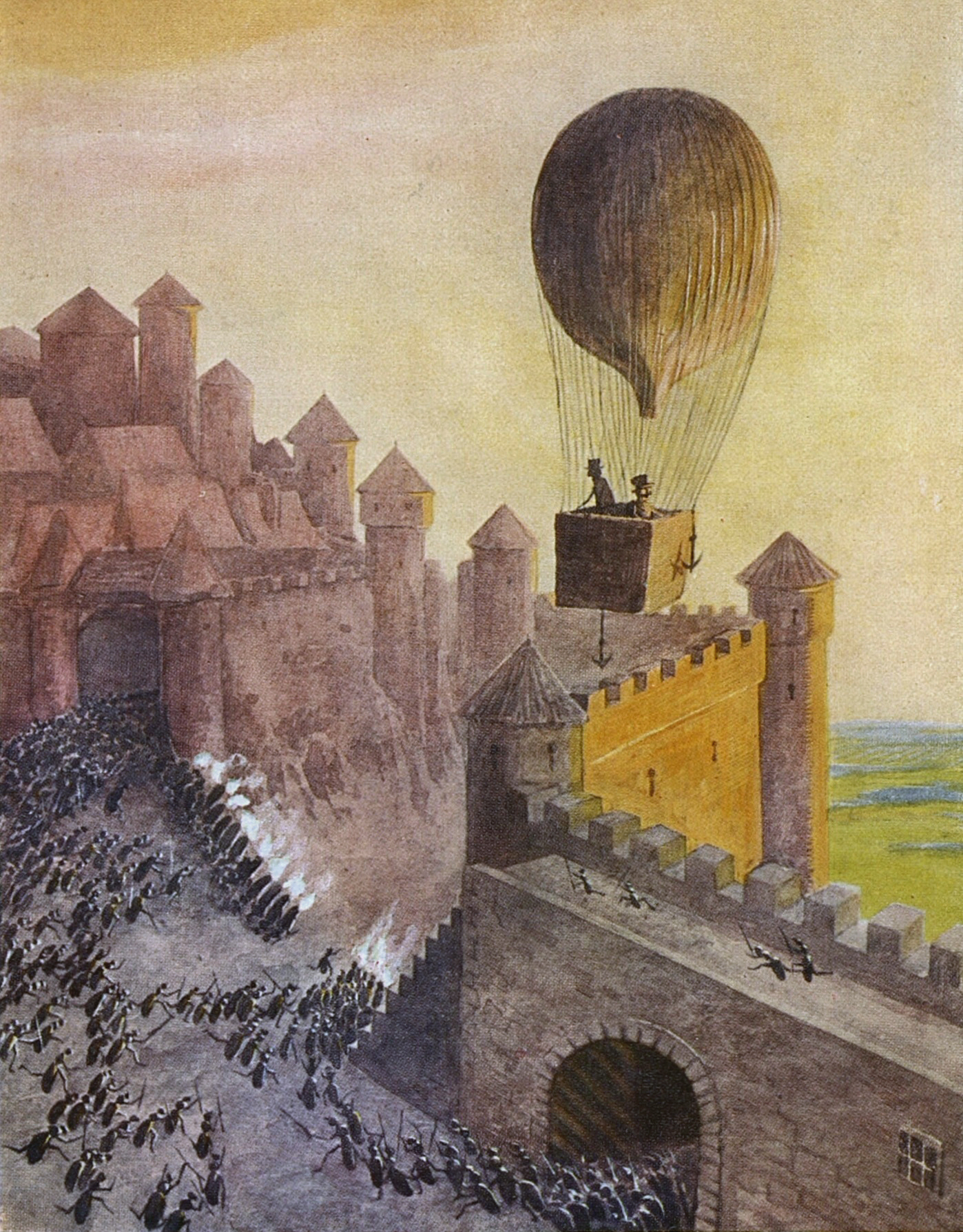
Ilustrace z knihy Na Měsíc a ještě dál (1926)
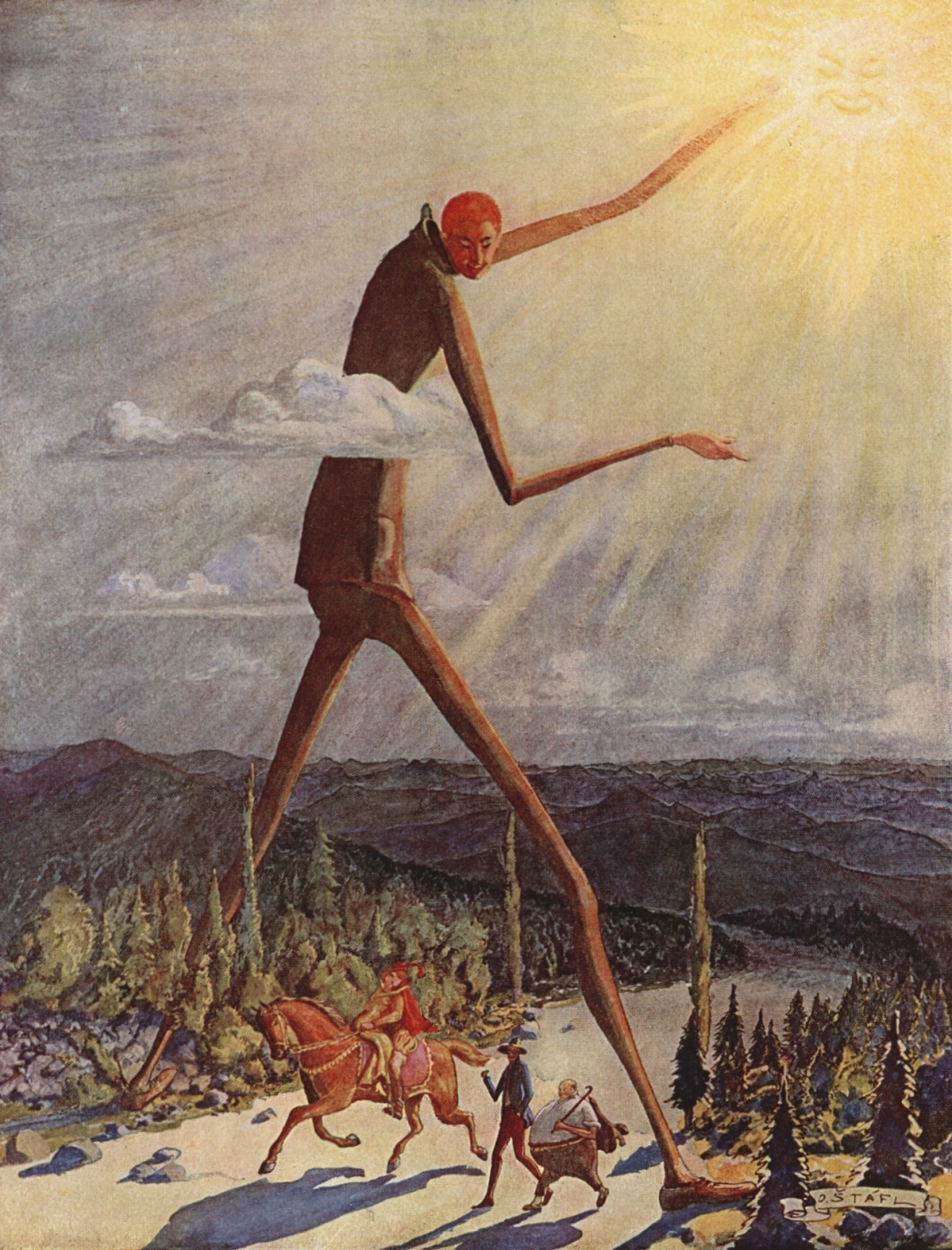
Ilustrace z knihy Kytička národních pohádek (1940)
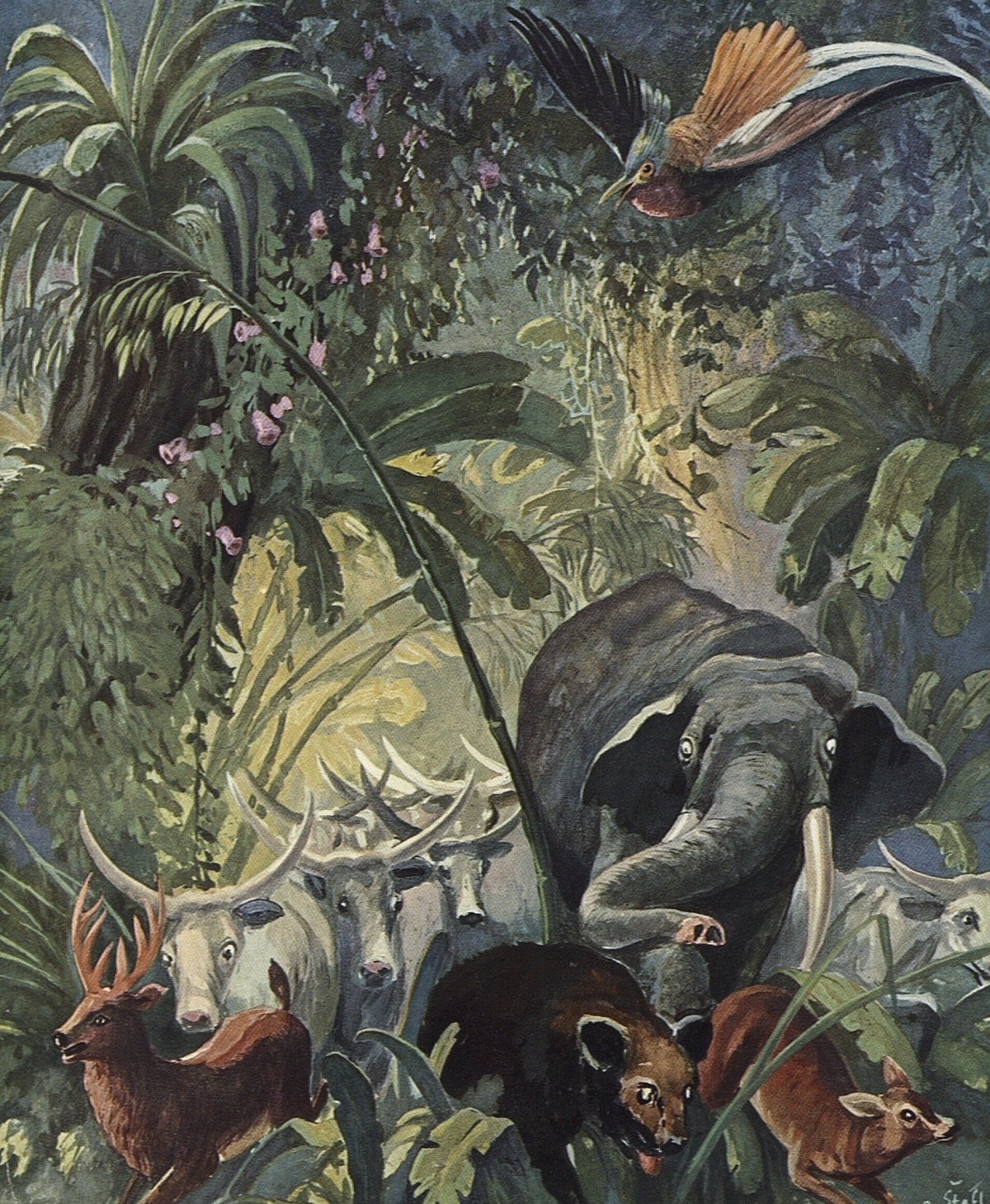
Ilustrace z knihy Druhá kniha džunglí (1933)